# Tamenes
Tamenes is een kevergeslacht uit de familie van de boktorren (Cerambycidae). De wetenschappelijke naam van het geslacht werd voor het eerst geldig gepubliceerd in 1912 door Gounelle.

## Soorten
Tamenes is monotypisch en omvat slechts de volgende soort:
- Tamenes sarda Gounelle, 1912